# Хрущак малый булавоусый
Хрущак малый булавоусый (лат. Tribolium castaneum) — жук семейства чернотелок.

## Описание
Жук 3 — 3,5 мм, по форме тела похож на малого мучного хрущака, отличается наличием 3-члениковой булавы на вершине усиков, округленной переднеспинкой, ширина которой наибольшая посредине. Первые три междурядья надкрылий без килей. Личинки не отличимы от личинок малого мучного хрущака. Кроме того, булавоусый хрущак имеет развитые крылья и летает, а крылья малого мучного хрущака недоразвиты, и поэтому жуки не летают.
В неотапливаемых помещениях жуки зимуют, в отапливаемых развиваются круглый год, давая до четырех поколений. Весной оплодотворенные самки откладывают до 1000 яиц, в среднем 350—450. Жуки живут до двух лет, но полноценные яйца откладывают только в первый год жизни. Яйца, откладываемые на второй год, стерильны. Полный цикл развития при температуре 22° завершается в течение 50 — 84 дней, при 25° — 53 — 76, а при 30° — за 32 — 107 дней. При температуре 50° жуки погибают через 15 минут, яйца — через 30, личинки — через 45 минут, а куколки — через 3 часа. К низким температурам этот вид еще менее устойчив, чем малый мучной хрущак.
Распространён в южных районах европейской части России, Средней Азии; на Украине повсеместно. Повреждает муку, крупу, отруби, изделия из муки, сушеные фрукты, битые ядра арахиса, бобов, какао, фасоли, гороха, семян льна, подсолнечника. Целое сухое зерно пшеницы и ржи почти не повреждает. Жук имеет резкий стойкий карболовый запах, который передается поврежденной муке и другим продуктам и остается в них в течение шести месяцев. Такие продукты из-за неприятного запаха нельзя использовать на продовольственные цели.
Малый булавоусый хрущак — популярный объект генетических исследований, модельный организм при исследовании внутригеномного конфликта и в популяционной экологии .